# قلعة الأزرق

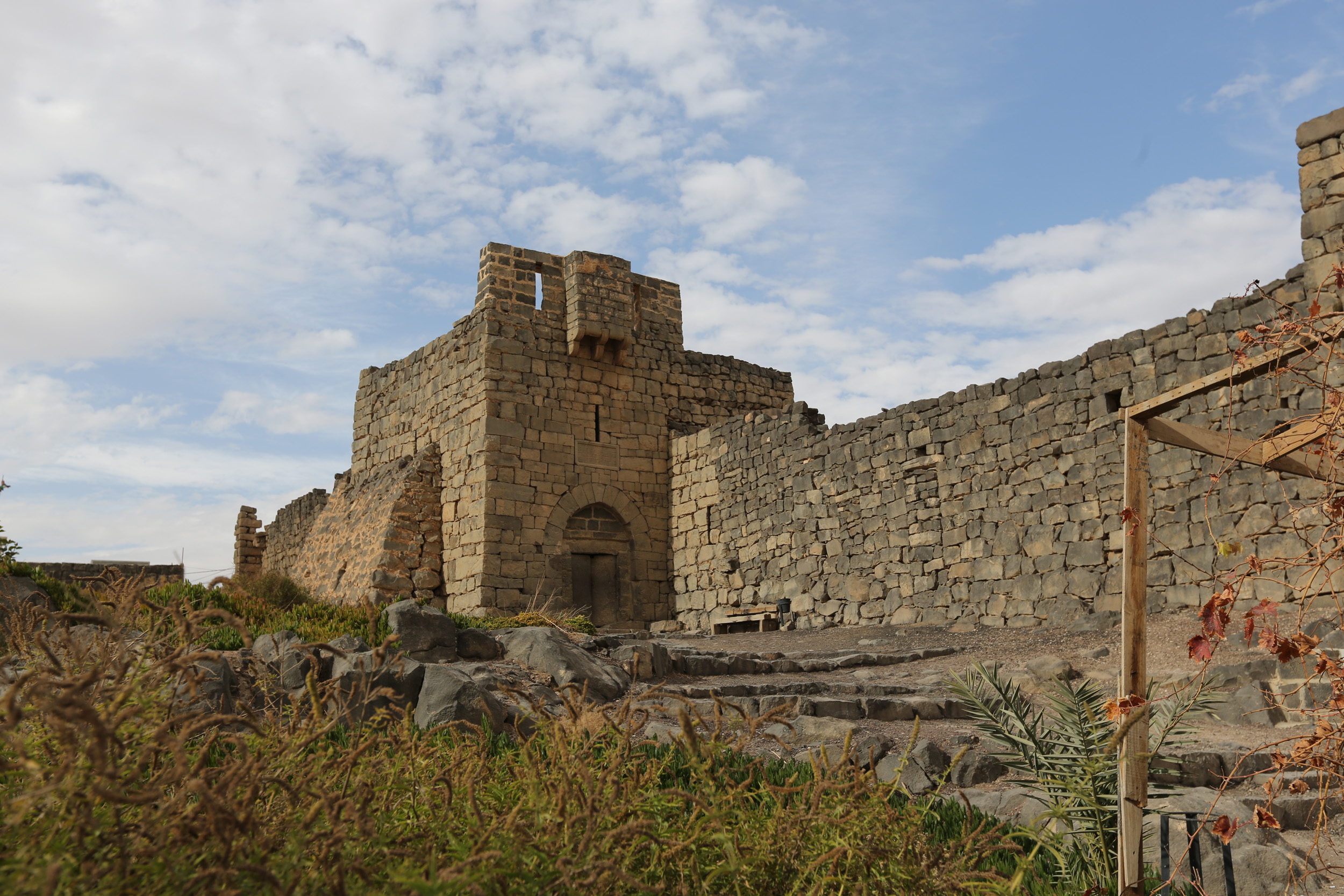

قصر الأزرق أحد القلاع التاريخية في الأردن. وقد بني قصر الأزرق أو قلعة الأزرق من البازلت الأسود. وتقع قلعة الأزرق في وسط واحة الأزرق على بعد مائة كيلو متر شرق عمّان، العاصمة الأردنية. وقد شيدت القلعة أساساً لتكون حصناً للنبطيين أو الرومان، ثم أعاد المماليك بناءها مرة أخرى في القرن الثالث عشر للميلاد. وتحتوي واحة الأزرق على المصدر الدائم الوحيد للمياه النقية في امتداد الصحراء المحيطة بها، والتي تبلغ حوالي اثني عشر ألف ميل مربع، وبالتالي فإن هذه الواحة تجتذب أعداداً كبيرة من الطيور المهاجرة في طريقها إلى مقاصدها.
تشير عدد من المصادر إلى أن اليونانيين والرومان هم أول من أنشأ هذه القلعة، والتي إستخدمها أو أعاد بناءها، أو عمل على إصلاحها وترميمها البيزنطيون والأمويون والأتراك والأيوبيون والمماليك والعرب. وتدل الكتابات المنقوشة على الحجارة الموجودة في داخل القلعة أن القلعة أنشئت لصالح الإمبراطور «ديوكليتيان» والإمبراطور «مكسميان» بين عامي 285 م و305 م، كما وجدت كتابات ٌ أخرى تحمل اسم الإمباطور «جوفيان» تعود إلى سنة 363 م، والذي قام بترميم القلعة وزاد في بنائها، قام الأمويون بإعادة بناء القلعة وإنشاء مجموعة ٍ من الجدران والسدود، وذلك في عهد الوليد الثاني بن عبد الملك، أثناء خلافة عمه هشام بن عبد الملك. وفي أيام الثورة العربية الكبرى إتخذ «لورنس العرب» من القلعة قاعدة.
لانطلاق عملياته العسكرية ضد الأتراك العثمانيين، وكان له غرفة للاجتماعات والاستقبالات، ما زالت تقع فوق المدخل الرئيسي للقلعة، فيها عدد من الطاقات والقاعات والأبواب وبهو ٍ رئيسي، وعندما غادرها إتخذ منها الشريف الحارثي، قاعدة لعمليات العسكرية أيضا ً، وعندما وصلها الأمير فيصل ابن الحسين كقائد للجيش الشمالي، قام بشن هجومه النهائي على الأتراك من هذه القلعة.
القلعة ُ بناؤ ٌضخمٌ مستطيل الشكل تتراوح أبعاده بين 72مترا و80 مترا، بنيت القلعة من الحجارة البركانية النارية البازلتية السوداء، وتتألف من ثلاث طوابق ما زال منها طابقين ظاهرين للعيان، وتحتوي القلعة على عدة أبراج، وعدة مداخل، ومسجد، وغرف، وبئرٌ للماء وساحــة كبيرة، وسجـن ٌ، وإسطبـلات، وأدراج، ونوافــد، وطاقــات ٍ، وممرات ٌ، وأقواسٌ، وأبواب حجرية هذه الأبواب تزن بين 1 طن و2 طن، ويقع الأول في المدخل الرئيسي ويقع الثاني في المدخل الغربي من القلعة.
المشاريع المنفذة: قامت دائرة الآثار العامة بترميم بعض غرف القلعة وتأهيلها بالإضافقة لترميم الواجهات الجنوبية الغربية للقلعة وتكحيلها وإعداد أبواب خارجية خشبية على الطراز القديم.

## معرض الصور

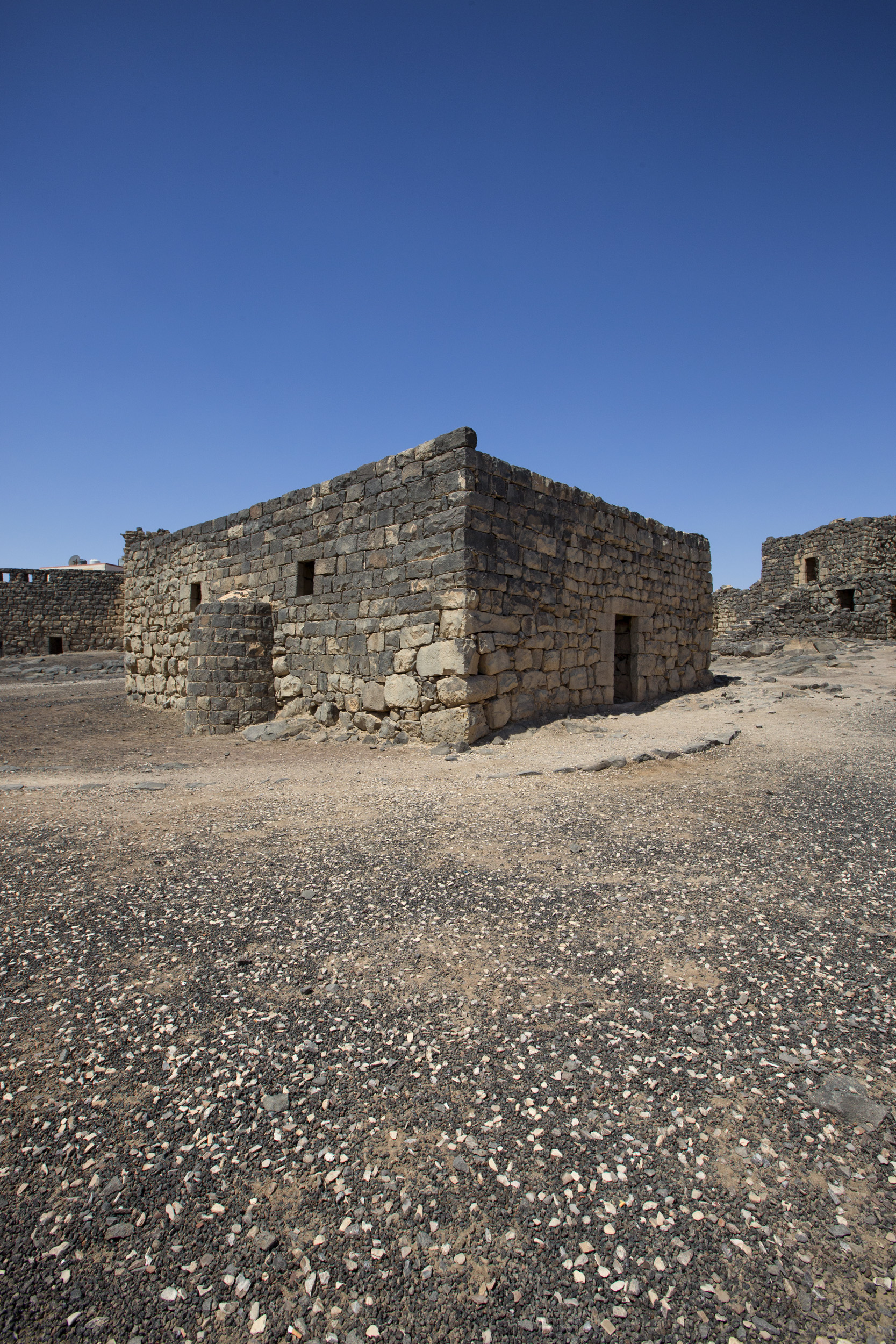
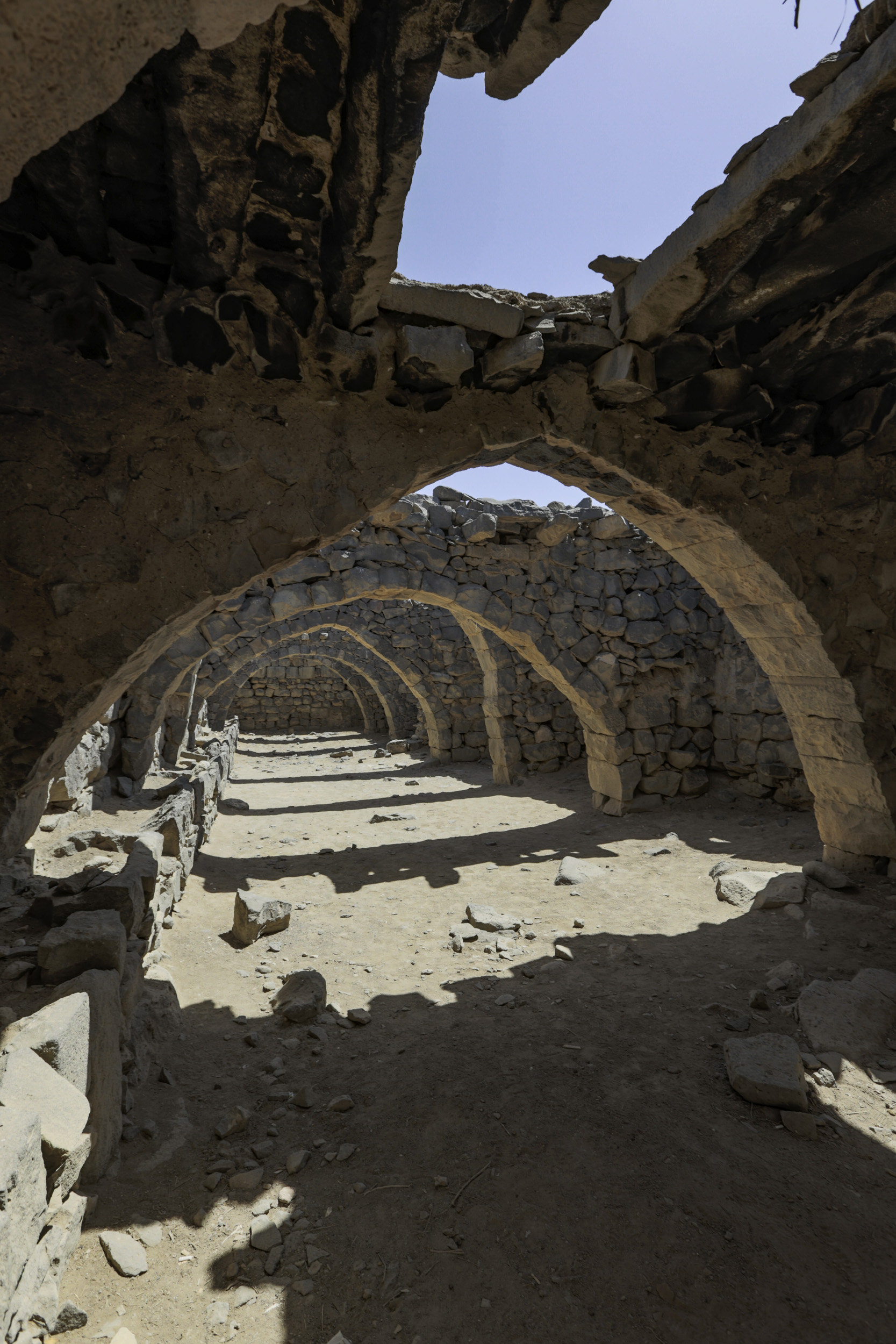